# 1967 في ألمانيا
فيما يلي قوائم الأحداث التي وقعت خلال عام 1967 في ألمانيا.

## سياسة

### تعيين في المنصب
- 19 أكتوبر – كلاوس شوتس عمدة برلين،رئيس البوندسرات.

### انتهاء فترة المنصب
- 19 أبريل – كونراد أديناور عضو في البوندستاغ الألماني.
- 17 يوليو – برنهارد فوغل عضو في البوندستاغ الألماني.

## رياضة
- 1 يناير – جائزة ألمانيا الكبرى 1967 الفائز ديني هولم.

## مواليد

### يناير
- 1 يناير – أوسكار هايم محامي ألماني.
- 1 يناير – برنهارد كيلر
- 1 يناير – جيرد باومان
- 1 يناير – ريبيكا آبي كاتبة ألمانية.
- 1 يناير – ماركوس هامرشميت صحفي ألماني.
- 1 يناير – نيكولا أنه ميلهورن مؤلفة ألمانية.
- 5 يناير – رامونا بورتفيتش
- 11 يناير – كاترينا هاكر كاتبة ألمانية.
- 22 يناير – روبرت ليشنير درّاج طريق ألماني.
- 25 يناير – نيكول أبهوف

### مارس
- 5 مارس – أنتجي بوتيوس
- 13 مارس – روغر شميت

### أبريل
- 7 أبريل – بودو إليغنر لاعب كرة قدم إسباني.
- 10 أبريل – سونيا روف كاتبة ألمانية.
- 22 أبريل – شيريل لي

### مايو
- 18 مايو – هاينز هارالد فرينتزين سائق فورمولا 1 ألماني.
- 23 مايو – تان يلك موهرينغ
- 29 مايو – هايدي مور لاعبة كرة قدم ألمانية.
- 31 مايو – آيدان أوز أوغوز سياسية ألمانية.

### يونيو
- 16 يونيو – يورغن كلوب لاعب ومدرب كرة قدم ألماني.
- 27 يونيو – ماركوس ينسن كاتب ألماني.

### يوليو
- 14 يوليو – كارستن براش لاعب كرة مضرب ألماني.
- 17 يوليو – أخيم فاجنر مترجم ألماني.
- 21 يوليو – تور مينيك

### سبتمبر
- 1 سبتمبر – كارل أوفه ستيب لاعب كرة مضرب ألماني.
- 2 سبتمبر – أندرياس مولر لاعب كرة قدم ألماني.
- 5 سبتمبر – ماتياس زامر لاعب ومدرب كرة قدم ألماني.
- 8 سبتمبر – ستيفن بلوتشويتز دراج ألماني.
- 8 سبتمبر – ينس وويهرمان
- 21 سبتمبر – رالف جونتر كاتب سيناريو ألماني.
- 24 سبتمبر – ماكس أوتوف

### أكتوبر
- 11 أكتوبر – بيتر ثيل
- 13 أكتوبر – كورنيليا أنكن مؤلفة ألمانية.
- 25 أكتوبر – مايك لاندسمان دراج ألماني.
- 30 أكتوبر – روجر هوبنر ممثل ألماني.

### نوفمبر
- 22 نوفمبر – بورس بيكر لاعب كرة مضرب ألماني.

### ديسمبر
- 6 ديسمبر – فرانك دينهاردت
- 19 ديسمبر – رولاند هنيغ دراج ألماني.
- 19 ديسمبر – ينز ليمان
- 25 ديسمبر – ياسمين فهيمي سياسية ألمانية.
- 29 ديسمبر – أندرياس باك لاعب كرة قدم ألماني.

## وفيات

### يناير
- 1 يناير – أوتو بريس (مواليد 1897) صحفي ألماني.
- 31 يناير – أوسكار فيشتينغر (مواليد 1900) فنان ألماني.

### أبريل
- 19 أبريل – كونراد أديناور (مواليد 1876) المستشار الأول لجمهورية ألمانيا الاتحادية (1949-1963).

### مايو
- 3 مايو – هانز إيسيل (مواليد 1913) طبيب عسكري ألماني.

### يونيو
- 28 يونيو – أوسكار ماريا جراف (مواليد 1894) مؤلف ألماني.

### يوليو
- 9 يوليو – يوجين فيشر (مواليد 1874) طبيب ألماني.

### سبتمبر
- 1 سبتمبر – ماكس بيرنس (مواليد 1886) سياسي ألماني.
- 2 سبتمبر – إلسي كوخ (مواليد 1906)
- 11 سبتمبر – تيودور ليوبولد (مواليد 1900) درّاج طريق ألماني.
- 17 سبتمبر – والتر هورن (مواليد 1881) عالم فلك ألماني.

### أكتوبر
- 2 أكتوبر – هانز رايسنر (مواليد 1874)
- 12 أكتوبر – غونثر بلومنترت (مواليد 1892) جندي ألماني.
- 27 أكتوبر – كورت شنايدر (مواليد 1887)

### نوفمبر
- 11 نوفمبر – فرانز تيشنر (مواليد 1888) مؤرخ فن ألماني.
- 28 نوفمبر – فريتز فرانز كيرشنر (مواليد 1896) فيزيائي ألماني.